# Маматова, Наталья Саидмухтархановна
Наталья Саидмухтархановна Маматова (Микрюкова) (узб. Natalya Saidmuxtorxonovna Mamatova; род. 20 сентября 1985 года, Ташкент, Узбекская ССР, СССР) — узбекская тхэквондистка, член сборной Узбекистана. Участница XXVIII Летних Олимпийских игр и XXX Летних Олимпийских игр, призёр Чемпионата Азии и Чемпионата мира среди военных.

## Карьера
В 2004 году на Летних Олимпийских играх в Афинах (Греция) в весовой категории свыше 67 кг в первом раунде встретилась с призёром чемпионата мира бельгийкой Лоуренс Рэйс, но проиграла ей со счётом 9:6. В 2006 году на Чемпионате мира по тхэквондо среди военных завоевала серебряную медаль.
В 2011 году на квалификационном турнире среди Азиатского региона на Олимпийские игры 2012 в Бангкоке (Таиланд) в весовой категории до 67 кг в схватке за бронзовую медаль победила Сорн Давин из Камбоджи и завоевала лицензию на Олимпийские игры. В 2012 году на Летних Олимпийских играх в Лондоне (Великобритания) в весовой категории свыше 67 кг в первом раунде проиграла француженке Анна-Каролина Графф, которая затем дошла до финала турнира. В утешительном раунде проиграла корейской тхэквондистке Ли Ин Чонг со счётом 7:1.
В 2014 году на Чемпионате Азии по тхэквондо в Ташкенте в весовой категории свыше 73 кг завоевала бронзовую медаль. В этом же году завоевала бронзовые медали на открытых чемпионатах Франции и Кореи. На Летних Азиатских играх в Инчхоне (Республика Корея) в весовой категории свыше 73 кг в первом раунде проиграла представительнице Таджикистана Мохру Халимовой.